# Андреас Іваншиц
Андре́ас Іва́ншиц (нім. Andreas Ivanschitz, нар. 15 жовтня 1983, Айзенштадт) — австрійський футболіст, півзахисник чеського клубу «Вікторія» (Пльзень) та, в минулому, збірної Австрії.

## Клубна кар'єра
У дорослому футболі дебютував 1998 року виступами за «Рапід» (Відень), в якому провів вісім сезонів, взявши участь у 147 матчах чемпіонату. За цей час виборов титул чемпіона Австрії.

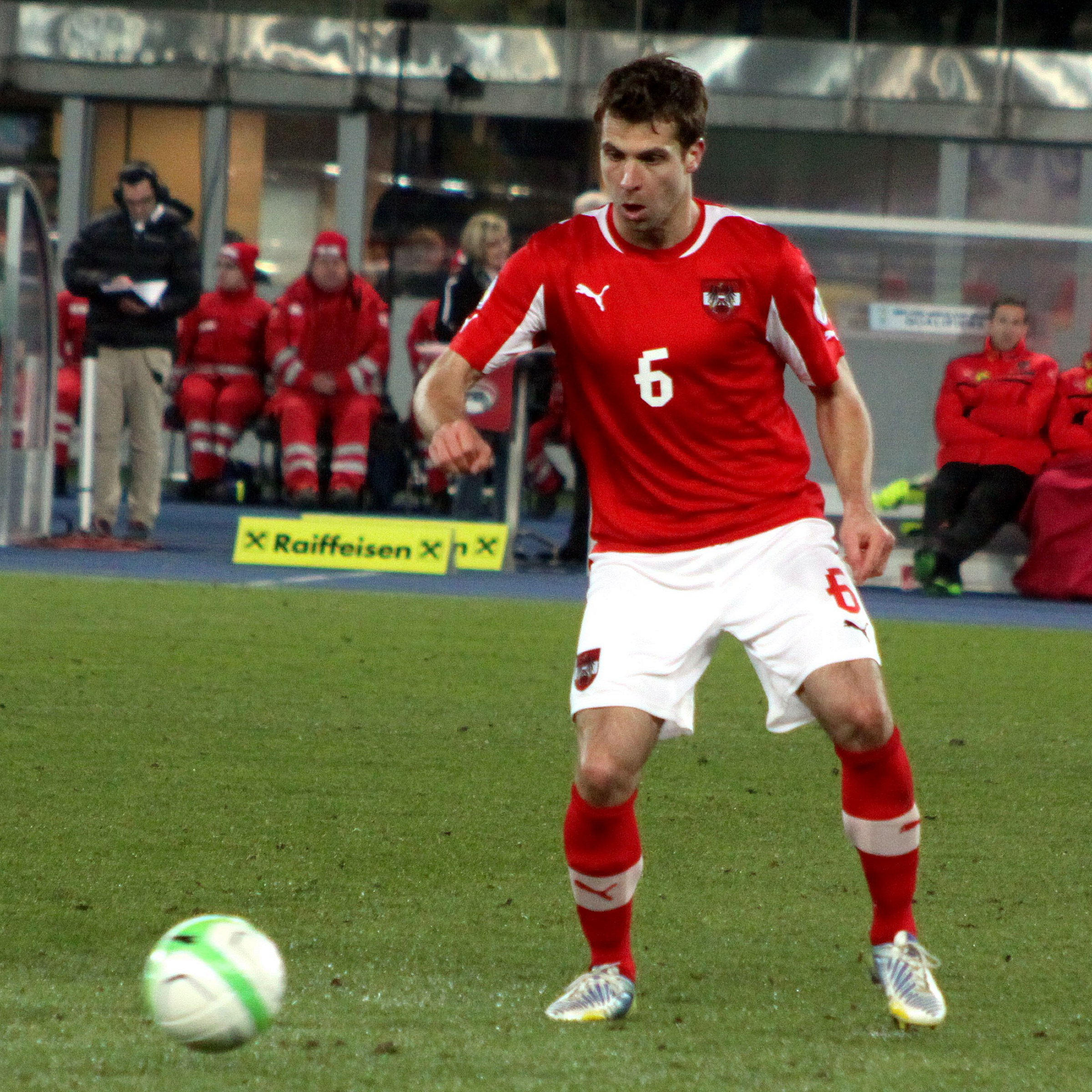
Андреас Іваншиц під час виступів за збірну Австрії. 22 березня 2013 року.

У січні 2006 року перейшов в «Ред Булл» з Зальцбурга, але пробув там всього половину сезону — вже в серпні він відправився на правах оренди в афінський «Панатінаїкос». Після закінчення терміну оренди, 20 червня 2008 року Іваншиц погодився підписати з «Панатінаїкосом» постійну угоду. Більшість часу, проведеного у складі «Панатінаїкоса», був основним гравцем команди.
У серпні 2009 року перейшов в клуб німецької Бундесліги «Майнц 05», спочатку на правах оренди, а в 2011 році права на Іваншица були викуплені «Майнцом» повністю. Всього за 4 сезони встиг відіграти за клуб з Майнца 104 матчі в національному чемпіонаті, в яких забив 22 голи.
10 червня 2013 року Іваншиц перейшов в іспанський «Леванте», де провів два сезони, після чого 11 червня 2015 року сторони домовилися про розірвання угоди.
4 серпня 2015 року його підписав контракт з «Сіетл Саундерз» з американського МЛС. Відтоді встиг відіграти за команду з Сіетла 13 матчів в національному чемпіонаті.

## Виступи за збірну
26 березня 2003 року дебютував в офіційних матчах у складі національної збірної Австрії в товариському матчі проти збірної Греції.
У відбірковому матчі чемпіонату Європи 2004 року проти збірної Чехії, що відбувся 11 жовтня 2003 року, Іваншиц вперше надів капітанську пов'язку збірної і став таким чином у віці 19 років і 361 дні наймолодшим капітаном в історії національної збірної Австрії. Він продовжує залишатися капітаном команди, в збірній грає під 10-м номером, користується великим авторитетом серед австрійських уболівальників.
У складі збірної був учасником чемпіонату Європи 2008 року в Австрії та Швейцарії, на якому будучи капітаном зіграв в усіх трьох матчах збірної.
Наразі провів у формі головної команди країни 69 матчів, забивши 12 голів.

## Статистика

### Клуб
| Чемпіонат | Чемпіонат        | Чемпіонат  | Ліга | Ліга | Кубок           | Кубок           | Континент. змаг. | Континент. змаг. | Всього | Всього |
| Сезон     | Клуб             | Ліга       | Ігри | Голи | Ігри            | Голи            | Ігри             | Голи             | Ігри   | Голи   |
| Австрія   | Австрія          | Австрія    | Ліга | Ліга | Кубок Австрії   | Кубок Австрії   | Європа           | Європа           | Всього | Всього |
| --------- | ---------------- | ---------- | ---- | ---- | --------------- | --------------- | ---------------- | ---------------- | ------ | ------ |
| 1999/00   | «Рапід» (Відень) | Бундесліга | 1    | 0    | 0               | 0               | 0                | 0                | 1      | 0      |
| 2000/01   | «Рапід» (Відень) | Бундесліга | 14   | 2    | 2               | 0               | 2                | 0                | 18     | 0      |
| 2001/02   | «Рапід» (Відень) | Бундесліга | 24   | 1    | 1               | 0               | 5                | 0                | 30     | 0      |
| 2002/03   | «Рапід» (Відень) | Бундесліга | 36   | 5    | 0               | 0               | —                | —                | 36     | 5      |
| 2003/04   | «Рапід» (Відень) | Бундесліга | 25   | 7    | 2               | 1               | —                | —                | 27     | 8      |
| 2004/05   | «Рапід» (Відень) | Бундесліга | 29   | 5    | 3               | 1               | 4                | 0                | 36     | 6      |
| 2005/06   | «Рапід» (Відень) | Бундесліга | 18   | 5    | 0               | 0               | 8                | 0                | 26     | 5      |
| 2005/06   | «Ред Булл»       | Бундесліга | 12   | 1    | 0               | 0               | —                | —                | 12     | 1      |
| 2006/07   | «Ред Булл»       | Бундесліга | 1    | 0    | 0               | 0               | 0                | 0                | 1      | 0      |
| Греція    | Греція           | Греція     | Ліга | Ліга | Кубок Греції    | Кубок Греції    | Європа           | Європа           | Всього | Всього |
| 2006/07   | «Панатінаїкос»   | Суперліга  | 26   | 4    | 1               | 0               | 7                | 0                | 34     | 0      |
| 2007/08   | «Панатінаїкос»   | Суперліга  | 24   | 3    | 0               | 0               | 5                | 0                | 29     | 3      |
| 2008/09   | «Панатінаїкос»   | Суперліга  | 17   | 3    | 0               | 0               | 6                | 1                | 23     | 4      |
| Німеччина | Німеччина        | Німеччина  | Ліга | Ліга | Кубок Німеччини | Кубок Німеччини | Європа           | Європа           | Всього | Всього |
| 2009/10   | «Майнц 05»       | Бундесліга | 27   | 6    | 1               | 0               | —                | —                | 28     | 6      |
| 2010/11   | «Майнц 05»       | Бундесліга | 20   | 3    | 2               | 0               | —                | —                | 22     | 3      |
| 2011/12   | «Майнц 05»       | Бундесліга | 26   | 6    | 1               | 1               | 2                | 0                | 29     | 7      |
| 2012/13   | «Майнц 05»       | Бундесліга | 31   | 7    | 3               | 1               | —                | —                | 34     | 8      |
| Німеччина | Німеччина        | Німеччина  | Ліга | Ліга | Кубок Німеччини | Кубок Німеччини | Європа           | Європа           | Всього | Всього |
| 2013/14   | «Леванте»        | Ла Ліга    | 29   | 3    | 2               | 1               | —                | —                | 31     | 4      |
| 2014/15   | «Леванте»        | Ла Ліга    | 20   | 1    | 0               | 0               | —                | —                | 20     | 1      |
| Всього    | Всього           | Всього     | 354  | 58   | 18              | 5               | 39               | 1                | 410    | 66     |

### Збірна
| Збірна Австрії | Збірна Австрії | Збірна Австрії |
| Роки           | Ігри           | Голи           |
| -------------- | -------------- | -------------- |
| 2003           | 4              | 1              |
| 2004           | 6              | 1              |
| 2005           | 8              | 0              |
| 2006           | 8              | 1              |
| 2007           | 9              | 2              |
| 2008           | 13             | 2              |
| 2009           | 1              | 0              |
| 2011           | 3              | 1              |
| 2012           | 7              | 2              |
| 2013           | 7              | 2              |
| 2014           | 3              | 0              |
| Всього         | 69             | 12             |

## Титули та досягнення

### Командні
- Чемпіон Австрії (1):

«Рапід» (Відень): 2004-05

### Особисті
- Футболіст року в Австрії: 2003